# هیروشی سکیگوچی
هیروشی سکیگوچی (انگلیسی: Hiroshi Sekiguchi؛ زادهٔ ۱۳ ژوئیهٔ ۱۹۴۳) بازیگر، ترانه‌سرا، شخصیت‌های تلویزیونی در ژاپن، و اهالی کسب‌وکار اهل ژاپن است.